# Ратгауз, Леонид Германович
Леонид Германович (Лев Григорьевич) Ратгауз (1898 — 1968) — советский военный врач, кандидат медицинских наук, генерал-лейтенант.

## Биография
Родился в семье служащего. 
В 1919 окончил 8-классную школу и вступил в ряды Красной армии, участвовал в Гражданской войне. 
В 1926 году окончил Военно-медицинскую академию. Служил врачом и начальником отдела в 142-й истребительной авиационной бригаде Белорусского военного округа. Участвовал в национально-революционной войне в Испании с 1937 по 1938 в качестве врача республиканской авиации. Служил врачом в частях и соединениях, был начальником отдела, с 1940 начальником санитарного управления военного округа, с 1941 по 1945 помощник начальника Центрального санитарного управления Красной армии. С 1945 по 1946 был начальником Медицинского управления ВВС. 
С 1947 начальник медицинской службы Авиации дальнего действия СССР. Уволен в запас 22 мая 1953. После окончания военной службы продолжал научную деятельность, являлся научным сотрудником Института организации здравоохранения и социальной гигиены им. Н. А. Семашко, учёным секретарем АМН СССР. 
Похоронен в Москве на Донском кладбище.

## Звания
- военврач 2-го ранга;
- бригврач (31 марта 1940);
- генерал-майор медицинской службы (16 февраля 1943);
- генерал-лейтенант медицинской службы (13 апреля 1944).

## Награды
Награждён орденами Ленина, двумя Красного Знамени, Отечественной войны 1-й степени, Красной Звезды, а также медалями.

## Публикации
Автор ряда научных трудов, в том числе, книги «Санитарные потери лётного состава ВВС» (1944), статьи «Некоторые вопросы организации медицинского обеспечения боевых действий ВВС Красной армии» в книге «Некоторые вопросы организации медицинского обеспечения боевых действий в Отечественную войну» (1946).